# ГЕС Мариборскі Оток
ГЕС Мариборскі Оток — гідроелектростанція у Словенії. Знаходячись між ГЕС Фала (вище по течії) та ГЕС Златоличе, входить до складу каскаду на річці Драва, великій правій притоці Дунаю.
У межах проєкту річку перекрили бетонною греблею висотою 33 метри та довжиною 184 метри. Вона утримує витягнуте по долині Драви на 15,5 км водосховище з площею поверхні 2,4 км2 та об'ємом 13,1 млн м3 (корисний об'єм 2,1 млн м3).
Особливістю гідроелектростанції є розміщення трьох її агрегатів у пірсах греблі. Тут змонтовані турбіни типу Каплан потужністю по 20 МВт, які використовують напір у 14,2 метра та забезпечують виробництво 270 млн кВт·год електроенергії на рік.
Видача продукції відбувається по ЛЕП, розрахованій на роботу під напругою 110 кВ.